# Szabolcs-Szatmár-Bereg vármegyei 1. sz. országgyűlési egyéni választókerület
A Szabolcs-Szatmár-Bereg vármegyei 1. sz. országgyűlési egyéni választókerület egyike annak a 106 választókerületnek, amelyre a 2011. évi CCIII. törvény Magyarország területét felosztja, és amelyben a választópolgárok egy-egy országgyűlési képviselőt választhatnak. A választókerület nevének szabványos rövidítése: Szabolcs-Szatmár-Bereg 01. OEVK. Székhelye: Nyíregyháza

## Területe
A választókerület Nyíregyháza alábbi részét foglalja magába:
A Buj felől érkező vasútvonal városhatáron való belépési pontjától a vasútvonal a Kótaji útig, a Kótaji út páratlan oldala a Stadion utcáig, a Vasvári Pál utca páratlan oldala az Északi körútig, az Északi körút (mindkét oldala) a Rákóczi útig, a Mező utca páratlan oldala a Bethlen Gábor utcáig, a Bethlen Gábor utca páros oldala a vasútvonalig, a Nagykálló felé haladó vasútvonal a városhatáron való kilépéséig, a városhatár az óramutató járásával ellenkező irányban a Buj felől érkező vasútvonal városhatáron való belépési pontjáig terjedő szakaszok által körbezárt terület.

## Országgyűlési képviselője
| Név              | Párt                                         | Párt        | Terminus    | Megjegyzés                                   |
| ---------------- | -------------------------------------------- | ----------- | ----------- | -------------------------------------------- |
| Petneházy Attila |                                              | Fidesz-KDNP | 2014 – 2018 | A 2014-es országgyűlési választás eredménye: |
| Dr. Szabó Tünde  |                                              | Fidesz-KDNP | 2018 –      | A 2018-as országgyűlési választás eredménye: |
| Dr. Szabó Tünde  | A 2022-es országgyűlési választás eredménye: | Fidesz-KDNP | 2018 –      |                                              |

## Demográfiai profilja
| Iskolai végzettség                | Iskolai végzettség               | Iskolai végzettség | Iskolai végzettség | Iskolai végzettség |
| --------------------------------- | -------------------------------- | ------------------ | ------------------ | ------------------ |
|                                   |                                  |                    |                    | fő                 |
| Általános iskolát nem végezte el  | Általános iskolát nem végezte el |                    | 877                | 877                |
| Általános iskola                  | Általános iskola                 |                    | 9392               | 9392               |
| Szakmunkás                        | Szakmunkás                       |                    | 13157              | 13157              |
| Érettségi                         | Érettségi                        |                    | 28558              | 28558              |
| Diploma                           | Diploma                          |                    | 23472              | 23472              |
| A 2022. évi népszámlálás szerint. |                                  |                    |                    |                    |

A Szabolcs-Szatmár-Bereg vármegyei 1. sz. választókerület lakónépessége 2022. október 1-jén 90 936 fő volt. A 2011-es és a 2022-es népszámlálás között 21 fővel nőtt a választókerület lakosság száma. A választókerületben a korösszetétel alapján a legtöbben a középkorúak élnek 34 010 fővel, míg a legkevesebben a gyermekek 15 480 fővel. A választókerület lakosságának a 87,3%-nál van internet elérési lehetőség.
A legmagasabb befejezett iskolai végzettség szerint az érettségi végzettséggel rendelkezők élnek a legtöbben 28 558 fő, utánuk a következő nagy csoport a diplomások 23 472 fővel.
Gazdasági aktivitás szerint a lakosság közel fele foglalkoztatott 45 842 fő, második legjelentősebb csoport az inaktív keresők, akik főleg nyugdíjasok 20 104 fővel.
A választókerület legjelentősebb nemzetiségi csoportja az ukrán 573 fő, illetve a cigány 487 fő. Magyar állampolgársággal nem rendelkező külföldi állampolgárok aránya 1,1%.
Vallási összetétel szerint a választókerületben lakók legnagyobb vallása a római katolikus (12 755 fő), valamint jelentős közösség még a reformátusok (12 730 fő). A vallási közösséghez nem tartozók száma szintén jelentős (6596 fő), a választókerületben a harmadik legnagyobb csoport a római katolikusok és a reformátusok után.

## Országgyűlési választások
| Párt                             |           | Jelölt          | Szavazatok | %     | ± %   |
| -------------------------------- | --------- | --------------- | ---------- | ----- | ----- |
| Fidesz-KDNP                      |           | Szabó Tünde     | 23 254     | 44.92 | 4.8   |
| Egységben Magyarországért        |           | Lengyel Máté    | 21 806     | 42.12 | 12.79 |
| Mi Hazánk                        |           | Horváth Attila  | 2718       | 5.25  | Új    |
| Független                        |           | Nagy László     | 1124       | 2.17  | Új    |
| MKKP                             |           | Balázs Zsolt    | 1075       | 2.08  | 0.84  |
| MEMO                             |           | Helmeczy László | 1023       | 1.98  | Új    |
| Normális Párt                    |           | Gődény György   | 772        | 1.49  | Új    |
| Megjelent                        | Megjelent | Megjelent       | 52 418     | 71.11 | 1.03  |
| A Fidesz-KDNP tartja a körzetet. |           |                 |            |       |       |

| Párt                             |           | Jelölt            | Szavazatok | %     | ± %  |
| -------------------------------- | --------- | ----------------- | ---------- | ----- | ---- |
| Fidesz-KDNP                      |           | Szabó Tünde       | 21 779     | 40.34 | 4.56 |
| MSZP-Párbeszéd                   |           | Csabai Lászlóné   | 17 725     | 32.83 | 0.54 |
| Jobbik                           |           | Lengyel Máté      | 10 372     | 19.21 | 3.58 |
| LMP                              |           | Szoboszlay György | 1792       | 3.32  | 0.53 |
| Momentum                         |           | Babosi György     | 838        | 1.55  | Új   |
| MKKP                             |           | Vajas Károly      | 670        | 1.24  | Új   |
| Egyéb pártok                     |           |                   | 813        | 1.5   | 3.57 |
| Megjelent                        | Megjelent | Megjelent         | 54 587     | 72.14 | 6.92 |
| A Fidesz-KDNP tartja a körzetet. |           |                   |            |       |      |

| Párt                                |           | Jelölt                | Szavazatok | %     | ± % |
| ----------------------------------- | --------- | --------------------- | ---------- | ----- | --- |
| Fidesz-KDNP                         |           | Petneházy Attila      | 17 484     | 35.78 |     |
| Összefogás                          |           | Jeszenszki András     | 15 781     | 32.29 |     |
| Jobbik                              |           | Balczó Zoltán         | 11 138     | 22.79 |     |
| LMP                                 |           | Szabolcsi Beáta       | 1881       | 3.85  |     |
| Szociáldemokraták                   |           | Terebesiné Kovács Éva | 115        | 0.24  |     |
| Egyéb pártok                        |           |                       | 2473       | 5.07  |     |
| Megjelent                           | Megjelent | Megjelent             | 49 321     | 65.22 |     |
| A Fidesz-KDNP nyeri meg a körzetet. |           |                       |            |       |     |

## Ellenzéki előválasztás – 2021
| Frakció                            |                 | Jelölő szervezetek                          | Jelölt                | Szavazatok | %     |
| ---------------------------------- | --------------- | ------------------------------------------- | --------------------- | ---------- | ----- |
| Jobbik                             |                 | Jobbik, MSZP, Párbeszéd, LMP, DK, ÚVNP, MMM | Lengyel Máté          | 4463       | 80.17 |
| Momentum                           |                 | Momentum, ÚK                                | Csipkés József István | 1104       | 19.83 |
| Összes szavazat                    | Összes szavazat | Összes szavazat                             | Összes szavazat       | 5567       |       |
| Lengyel Máté nyeri meg a körzetet. |                 |                                             |                       |            |       |